# Proteus mirabilis
Proteus mirabilis Hauser, 1885 è un batterio Gram negativo, anaerobio facoltativo, mobile per la presenza di flagelli peritrichi. Ha un'attività ureasica caratteristica.
È il responsabile del 90% delle infezioni da Proteus.

## Fisiologia e struttura
P. mirabilis può utilizzare l'urea e il citrato. Può produrre acido solfidrico e formare una patina translucida nei normali terreni di coltura, oppure, nei terreni contenenti ferro, forma un precipitato di solfuro ferrico attorno alle colonie, con conseguente annerimento del terreno. Può essere comunemente isolato nell'intestino di individui sani. Inoltre è incapace di fermentare il lattosio, caratteristica che lo qualifica come Enterobacteriaceae LAC negativo o LAC meno.

## Patogenesi e profilo clinico
P. mirabilis è in grado di sostenere quadri infiammatori grazie alla presenza del lipopolisaccaride e dell'ureasi. Quest'ultima, producendo ammoniaca provoca lisi cellulare e digestione della matrice organica. La alcalinizzazione dell'urina provoca precipitazione di cristalli di calcio e struvite che, trascinati nelle vie urinarie, provocano sanguinamento, infiammazione e ostruzione. P. mirabilis è in grado di sostenere anche quadri sistemici caratterizzati da batteriemia e polmonite, soprattutto nei pazienti ospedalizzati.

## Profilo diagnostico
P. mirabilis è in grado di crescere in agar sangue e agar cioccolato, producendo caratteristiche colonie biancastre e sciamate (bordi diffusi, dovuti al movimento del batterio). La sciamatura è più estesa in agar sangue che in agar cioccolato, caratterizzato da cottura che rende le maglie dell'agar agar più strette. L'odore caratteristico fetido e cadaverico delle colonie affiancato al riscontro di attività catalasica positiva - ossidasica negativa e all'incapacità di fermentare il lattosio in Agar MacConkey è un elemento importante per la diagnosi di infezione da P. mirabilis.

## Prevenzione, trattamento e controllo
Devono essere evitati i cateterismi a lungo termine e la terapia antibiotica ad ampio spettro. La doxiciclina è il farmaco di elezione, mentre si è riscontrata forte resistenza verso ampicillina e cefalosporine. Le infezioni sostenute da P. mirabilis tendono ad essere recidive: è dunque consigliato l'uso dell'antibiogramma per evitare la comparsa della resistenza.